# Hula Baringin
Hula Baringin is een bestuurslaag in het regentschap Padang Lawas Utara van de provincie Noord-Sumatra, Indonesië. Hula Baringin telt 3 inwoners (volkstelling 2010).